# Хайнц Клос
Хайнц Клос (на немски: Heinz Kloss; 30 октомври 1904 – 13 юни 1987) е германски езиковед, международно признат авторитет по диалектология.
Негова конструкция е Аусбау-парадигмата. В този смисъл именно Клос е най-изявеният социолингвист, който най-прецизно отделя езиците от наречията, наречията от диалектите, а диалектите - от говорите.